# Светско првенство у атлетици у дворани 2022 — бацање кугле за жене
Бацање кугле у женској конкуренцији на 18. Светском првенству у атлетици у дворани 2022. одржано је 18. марта у Београдској арени (из спонзорских разлога позната и као Штарк арена, раније Комбанк арена) у Београду (Србија).
Титулу освојену у Бирмингему 2018. није бранила Анита Мартон из Мађарске.

## Земље учеснице
Учествовало је 15 такмичарки из 11 земаља.
1. Бразил (1)
2. Јамајка (1)
3. Канада (1)
4. Молдавија (1)
5. Немачка (2)
6. Португалија (2)
7. САД (2)
8. Уједињено Краљевство (2)
9. Холандија (1)
10. Чиле (1)
11. Шведска (1)

## Освајачи медаља
| Освајачи медаља |             |                |  |  |  |  |
|                 |             |                |  |  |  |  |
|                 |             |                |  |  |  |  |
|                 |             |                |  |  |  |  |
| Ориол Донгмо    | Чејс Џексон | Јесика Схилдер |  |  |  |  |
| Португалија     | САД         | Холандија      |  |  |  |  |

## Рекорди пре почетка Светског првенства 2022.
Рекорди у бацању кугле за жене пре почетка светског првенства 18. марта 2022. године:
| Рекорди пре почетка Светског првенства 2022.  | Рекорди пре почетка Светског првенства 2022. | Рекорди пре почетка Светског првенства 2022. | Рекорди пре почетка Светског првенства 2022. | Рекорди пре почетка Светског првенства 2022. | Рекорди пре почетка Светског првенства 2022. |
| --------------------------------------------- | -------------------------------------------- | -------------------------------------------- | -------------------------------------------- | -------------------------------------------- | -------------------------------------------- |
| Светски рекорд                                | Хелена Фибингерова                           | Чехословачка                                 | 22,50                                        | Јаблонец, Чехословачка                       | 19. фебруар 1977.                            |
| Рекорд светских првенстава                    | Валери Адамс                                 | Нови Зеланд                                  | 20,67                                        | Сопот, Пољска                                | 8. март 2014.                                |
| Најбољи резултат сезоне                       | Ориол Донгмо                                 | Португалија                                  | 19,90                                        | Pombal, Португалија                          | 10. фебруар 2022.                            |
| Афрички рекорд                                | Вивијан Чуквумика                            | Нигерија                                     | 18,13                                        | Флагстаф, Сједињене Државе                   | 4. фебруар 2006.                             |
| Афрички рекорд                                | Џесика Инчуд                                 | Гвинеја Бисао                                | 18,13                                        | Брага, Португалија                           | 13. фебруар 2021.                            |
| Азијски рекорд                                | Ли Мејсу                                     | Кина                                         | 21,10                                        | Пекинг, Кина                                 | 3. март 1990.                                |
| Северноамерички рекорд                        | Мишел Картер                                 | Сједињене Државе                             | 20,21                                        | Портланд, Сједињене Државе                   | 19. март 2016.                               |
| Јужноамерички рекорд                          | Елисанжела Адријано                          | Бразил                                       | 18,33                                        | Пиреј, Грчка                                 | 24. фебруар 1999.                            |
| Европски рекорд                               | Хелена Фибингерова                           | Чехословачка                                 | 22,50                                        | Јаблонец, Чехословачка                       | 19. фебруар 1977.                            |
| Океанијски рекорд                             | Валери Адамс                                 | Нови Зеланд                                  | 20,98                                        | Цирих, Швајцарска                            | 28. август 2013.                             |
| Рекорди остварени на Светском првенству 2022. |                                              |                                              |                                              |                                              |                                              |
| Најбољи резултат сезоне                       | Ориол Донгмо                                 | Португалија                                  | 20,43                                        | Београд, Србија                              | 18. март 2022.                               |
| Северноамерички рекорд                        | Chase Ealey                                  | Сједињене Државе                             | 20,21                                        | Београд, Србија                              | 18. март 2022.                               |

### Најбољи резултати у 2022. години
Десет најбољих атлетичарки године у бацању кугле у дворани пре првенства (18. марта 2022), имале су следећи пласман.
| 1.  | Ориол Донгмо        | Португалија      | 19,90 | 26. фебруар |
| 2.  | Меги Евен           | Сједињене Државе | 19,79 | 26. фебруар |
| 3.  | Јесика Схилдер      | Холандија        | 19,72 | 19. фебруар |
| 4.  | Чејс Џексон         | Сједињене Државе | 19,21 | 6. фебруар  |
| 5.  | Сара Митон          | Канада           | 19,16 | 5. фебруар  |
| 6.  | Adelaide Aquilla    | Сједињене Државе | 19,09 | 22. јануар  |
| 7.  | Јоринде ван Клинкен | Холандија        | 19,08 | 12. март    |
| 8.  | Сара Гамбета        | Немачка          | 19,05 | 26. фебруар |
| 9.  | Фани Рос            | Шведска          | 18,95 | 26. фебруар |
| 10. | Катарина Мајш       | Немачка          | 18,88 | 21. јануар  |

Такмичарке чија су имена подебљана учествовале су на СП 2022.

## Квалификациона норма
| Дворана | Отворено |
| ------- | -------- |
| 18,30   |          |

## Сатница
| Датум          | Време | Ниво   |
| -------------- | ----- | ------ |
| 18. март 2022. | 18:50 | Финале |

## Резултати

### Финале
Такмичење је одржано 18. марта 2022 у 18:50.,,,
| Место | Атлетичарка           | Земља                | ЛР      | ЛРС     | 1.    | 2.    | 3.    | 4.    | 5.    | 6.    | Резултат | Белешка     |
| ----- | --------------------- | -------------------- | ------- | ------- | ----- | ----- | ----- | ----- | ----- | ----- | -------- | ----------- |
|       | Ориол Донгмо          | Португалија          | 19,90   | 19,90   | 19,32 | 19,32 | x     | x     | 20,43 | x     | 20,43    | СРС, НР, ЛР |
|       | Чејс Џексон           | САД                  | 19,68 о | 19,21   | 18,65 | 19,11 | 18,88 | 18,62 | 20,21 | x     | 20,21    | САР, НР, ЛР |
|       | Јесика Схилдер        | Холандија            | 19,72   | 19,72   | 19,01 | 19,01 | 18,98 | 19,46 | 18,98 | 19,48 | 19,48    |             |
| 4.    | Фани Рос              | Шведска              | 19,34 о | 18,95   | 18,66 | x     | 19,22 | x     | 17,76 | 18,24 | 19,22    | ЛРС         |
| 5.    | Меги Евен             | САД                  | 19,79   | 19,79   | 18,16 | 18,34 | x     | 19,15 | x     | x     | 19,15    |             |
| 6.    | Даниел Томас-Дод      | Јамајка              | 19,55 о | 18,80   | x     | 18,77 | x     | 18,38 | 19,12 | x     | 19,12    | ЛРС         |
| 7.    | Сара Митон            | Канада               | 19,16   | 19,16   | x     | 18,20 | x     | x     | x     | 19,02 | 19,02    |             |
| 8.    | Софи Макина           | Уједињено Краљевство | 18,82   | 18,82   | 18,40 | 18,62 | x     | x     | 17,97 | 18,19 | 18,62    |             |
| 9.    | Сара Гамбета          | Немачка              | 19,05   | 19,05   | 18,16 | 18,17 | 17,66 |       |       |       | 18,17    |             |
| 10.   | Димитријана Безеде    | Молдавија            | 18,83 о | 18,12   | 17,64 | x     | 18,07 |       |       |       | 18,07    |             |
| 11.   | Катарина Мајш         | Немачка              | 18,88   | 18,88   | 17,83 | x     | x     |       |       |       | 17,83    |             |
| 12.   | Жесика Иншуде         | Португалија          | 18,13   | 18,10   | 17,58 | 17,27 | x     |       |       |       | 17,58    |             |
| 13.   | Амелија Стриклер      | Уједињено Краљевство | 18,11 о | 17,62   | 16,78 | 16,73 | 16,86 |       |       |       | 16,86    |             |
| 14.   | Ливија Аванчини       | Бразил               | 17,74 о | 17,74 о | 16,52 | 16,43 | 16,85 |       |       |       | 16,85    |             |
| 15.   | Ивана Ксенија Галардо | Чиле                 | 17,60 о | 17,03   | 15,06 | 16,08 | 15,81 |       |       |       | 16,08    |             |